# Saison 2016 de l'équipe cycliste Wiggle High5
La Saison 2016 de l'équipe Wiggle High 5 est la quatrième de la formation. Les trois recrues sont particulièrement prestigieuses : Emma Johansson, Lucy Garner et Amy Pieters, alors que seules la Suédoise Emilia Fahlin et la Britannique Eileen Roe quittent l'équipe.
L'équipe remporte trois manches de l'UCI World Tour par l'intermédiaire de ses sprinteuses Chloe Hosking pour La course by Le Tour de France et le Tour de l'île de Chongming et  Jolien D'Hoore pour La Madrid Challenge by La Vuelta. Emma Johansson gagne l'Emakumeen Euskal Bira et se classe deuxième du Tour des Flandres. Elle est troisième du classement UCI. Jolien D'Hoore s'est concentrée cette saison sur la piste et revient des Jeux olympiques de Rio avec la médaille de bronze en omnium. Elisa Longo Borghini se montre régulière tout au long de la saison et finit cinquième du classement de l'UCI World Tour ainsi que du classement UCI. L'équipe remporte également quatre étapes du Tour d'Italie dont l'étape reine, passant par le col du Mortirolo, grâce à l'Américaine Mara Abbott, également quatrième de la  course en linge des Jeux olympiques, et deux au sprint via de Giorgia Bronzini. La formation est deuxième du classement World Tour et troisième du classement UCI.

## Préparation de la saison

### Partenaires et matériel de l'équipe
Les partenaires principaux sont Wiggle, un site de vente d'équipement sportif en ligne et High5 une marque de nutrition sportive. Le fabricant automobile Honda, partenaire principal les années précédentes, continue de soutenir l'équipe. L'équipe roule sur des vélos Colnago. Les casques sont fournis par Lazer, les potences par  Deda Elementi, les pneus par Vittoria, les pédales par Look, les home-trainers par Tacx et selles par Astute. L'habillement est conçu et fabriqué par Champion System. Les chaussures sont offertes par Bont. Le fabricant de sacs de voyage Skins est également partenaire, tout comme le site de vente en ligne Goexpro et Muc-off.

### Arrivées et départs

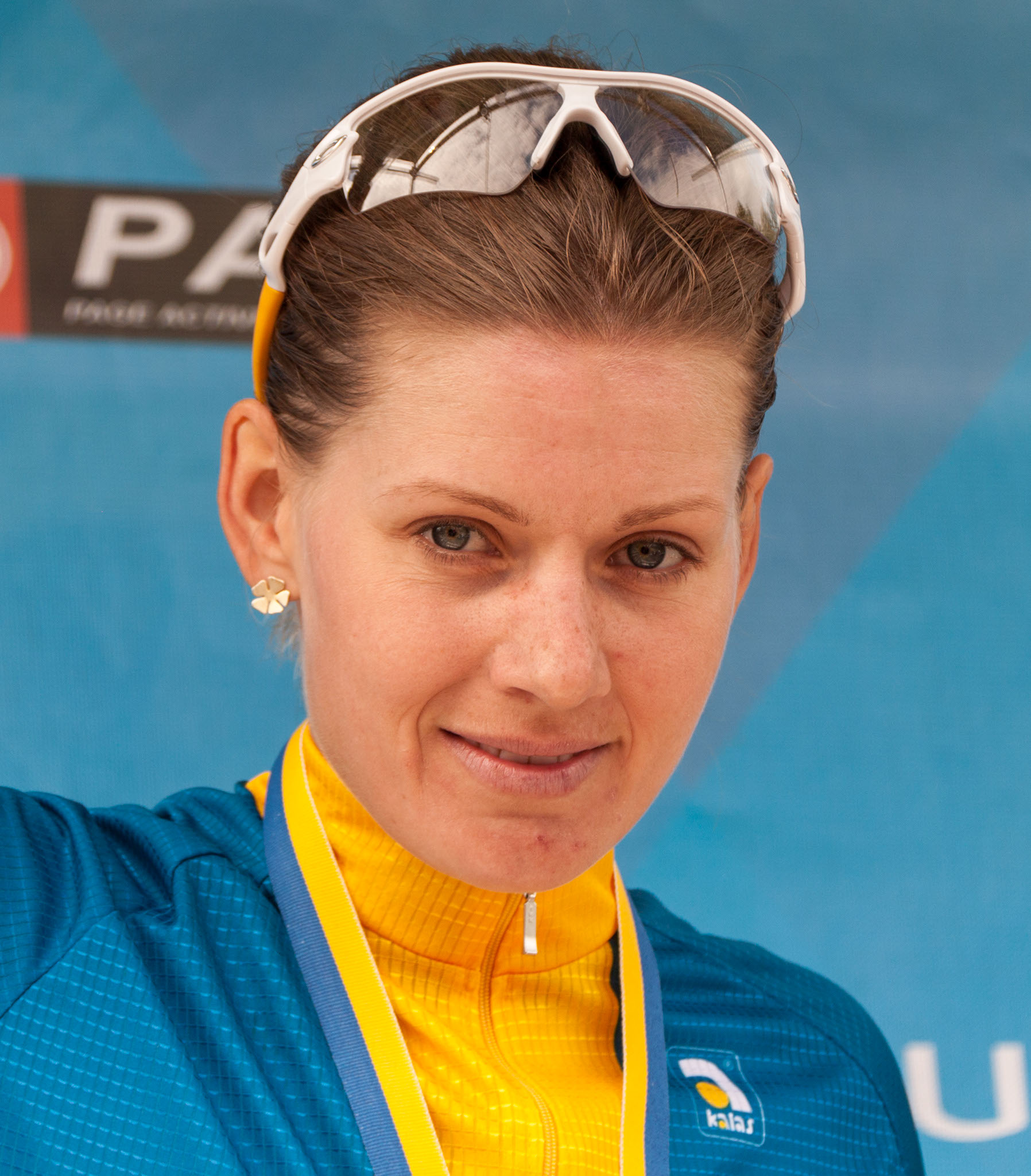
Emma Johansson rejoint l'équipe

Le recrutement 2016 est, tout comme celui de la saison 2015, très ambitieux. En effet, la championne suédoise Emma Johansson : numéro un mondial en 2014, numéro quatre en 2015, notamment vainqueur du Tour de Thuringe rejoint l'équipe. Par ailleurs, les deux leaders de l'équipe Liv-Plantur sont recrutées. Il s'agit de la jeune sprinteuse britannique Lucy Garner, double championne du monde juniors sur route et de la Néerlandaise Amy Pieters auteur d'une saison 2015 très régulière conclut à la quatorzième place mondiale. En parallèle, l'équipe n'enregistre aucun départ important. La Suédoise Emilia Fahlin rejoint l'équipe Alé Cipollini et la Britannique Eileen Roe l'équipe Lares-Waowdeals Women.
| Arrivées       | Équipe 2015 |
| -------------- | ----------- |
| Lucy Garner    | Liv-Plantur |
| Emma Johansson | Orica-AIS   |
| Amy Pieters    | Liv-Plantur |

| Départs       | Équipe 2016           |
| ------------- | --------------------- |
| Emilia Fahlin | Alé Cipollini         |
| Eileen Roe    | Lares-Waowdeals Women |

## Effectif et encadrement

### Effectif

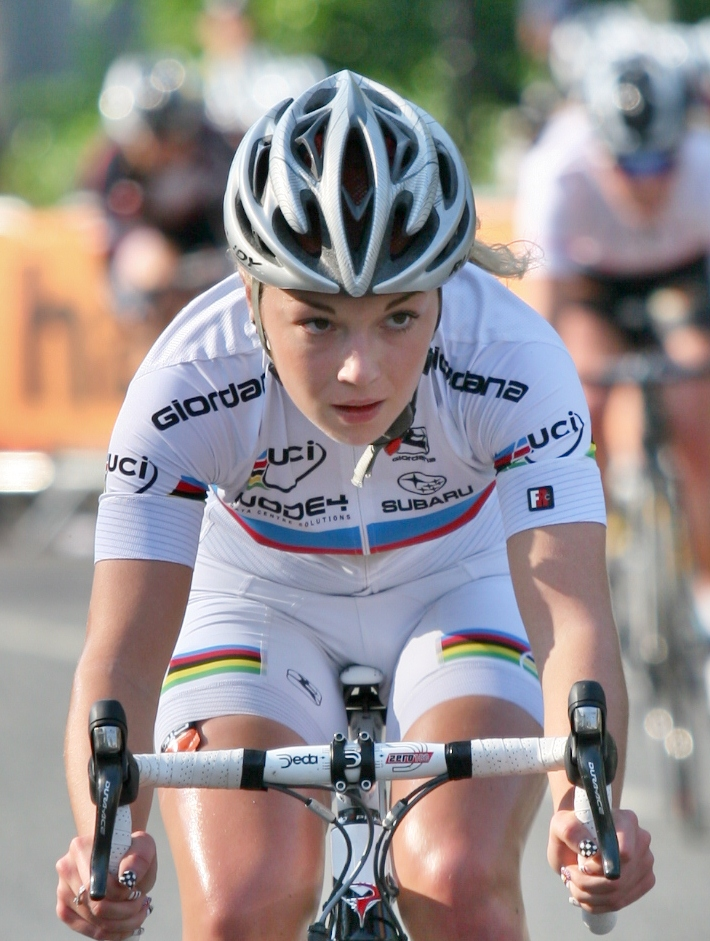
La championne du monde sur route juniors 2011 et 2012 Lucy Garner est recrutée par l'équipe

| Cycliste             | Date de naissance | Nationalité | Équipe 2015  |  |
| -------------------- | ----------------- | ----------- | ------------ |  |
| Mara Abbott          | 14 novembre 1985  | États-Unis  | Wiggle Honda |  |
| Giorgia Bronzini     | 22 septembre 1989 | Italie      | Wiggle Honda |  |
| Anna Christian       | 6 août 1995       | Royaume-Uni | Wiggle Honda |  |
| Audrey Cordon        | 22 septembre 1989 | France      | Wiggle Honda |  |
| Jolien D'Hoore       | 14 mars 1990      | Belgique    | Wiggle Honda |  |
| Annette Edmondson    | 12 décembre 1991  | Australie   | Wiggle Honda |  |
| Lucy Garner          | 20 septembre 1994 | Royaume-Uni | Liv-Plantur  |  |
| Mayuko Hagiwara      | 16 octobre 1986   | Japon       | Wiggle Honda |  |
| Chloe Hosking        | 1er octobre 1990  | Australie   | Wiggle Honda |  |
| Emma Johansson       | 23 septembre 1983 | Suède       | Orica-AIS    |  |
| Danielle King        | 21 novembre 1990  | Royaume-Uni | Wiggle Honda |  |
| Elisa Longo Borghini | 10 décembre 1991  | Italie      | Wiggle Honda |  |
| Peta Mullens         | 8 mars 1988       | Australie   | Wiggle Honda |  |
| Amy Pieters          | 1er juin 1991     | Pays-Bas    | Liv-Plantur  |  |
| Amy Roberts          | 24 décembre 1994  | Royaume-Uni | Wiggle Honda |  |
| Anna Sanchis Chafer  | 18 octobre 1987   | Espagne     | Wiggle Honda |  |

Portraits
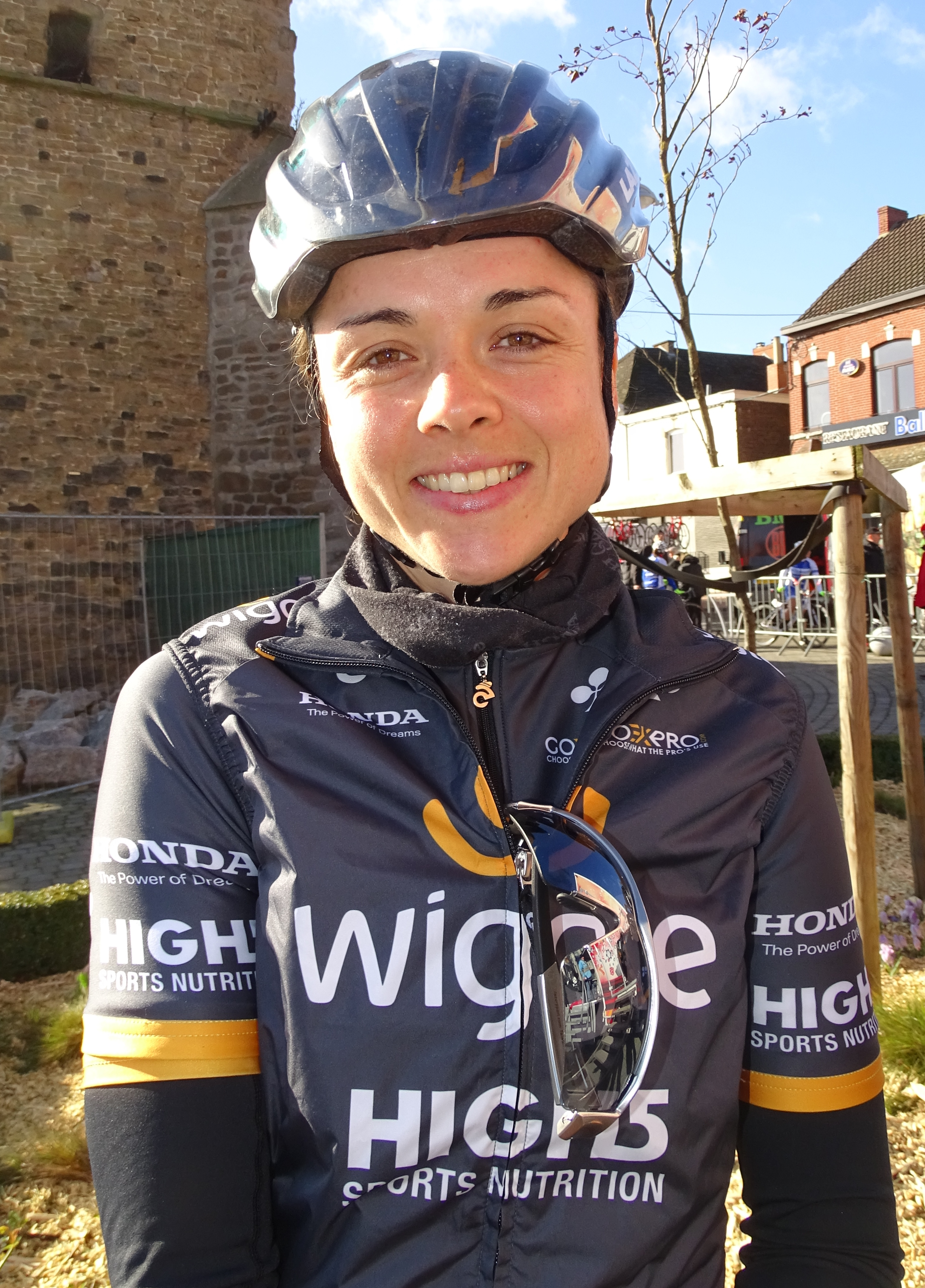
Audrey Cordon.
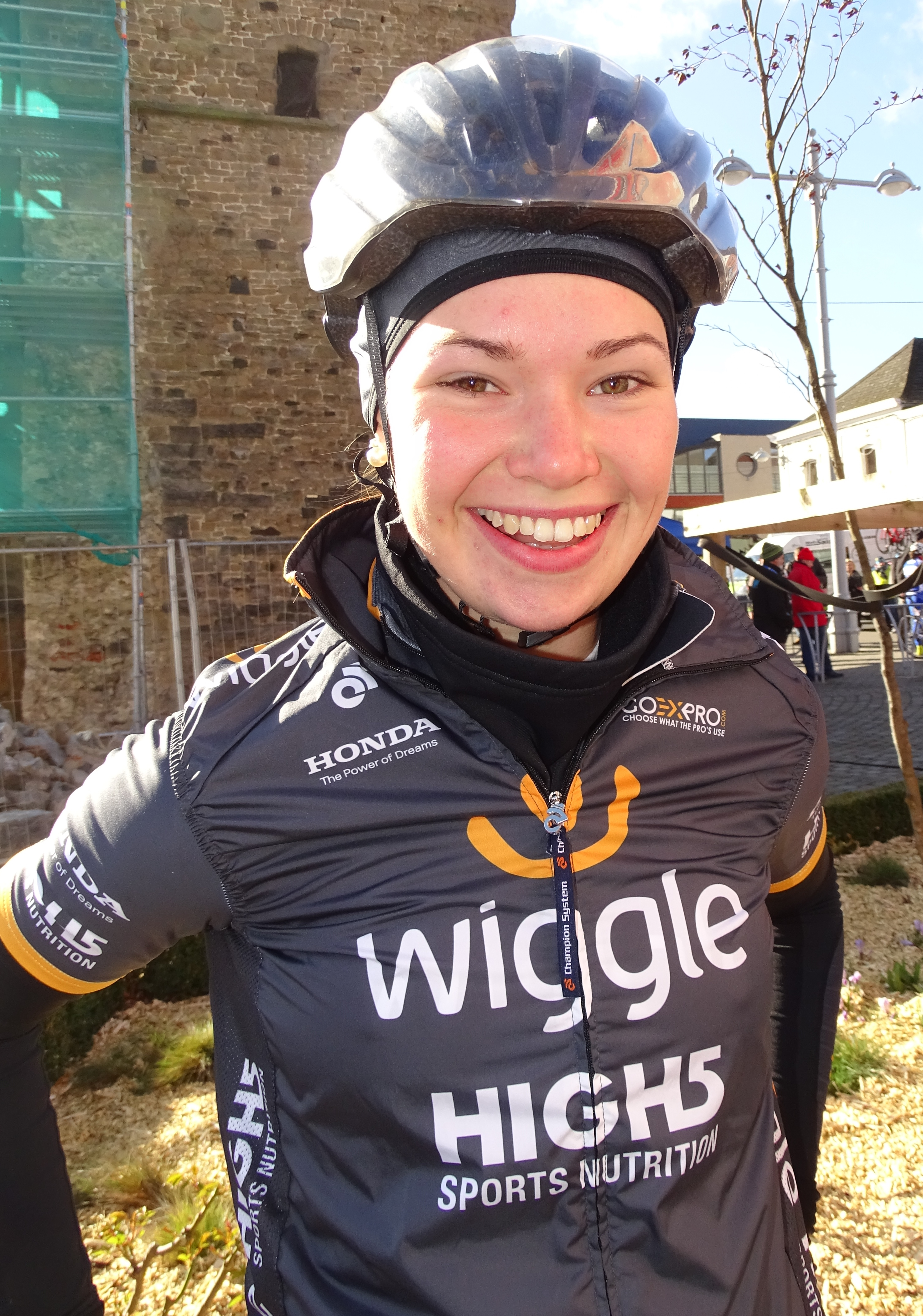
Amy Roberts.
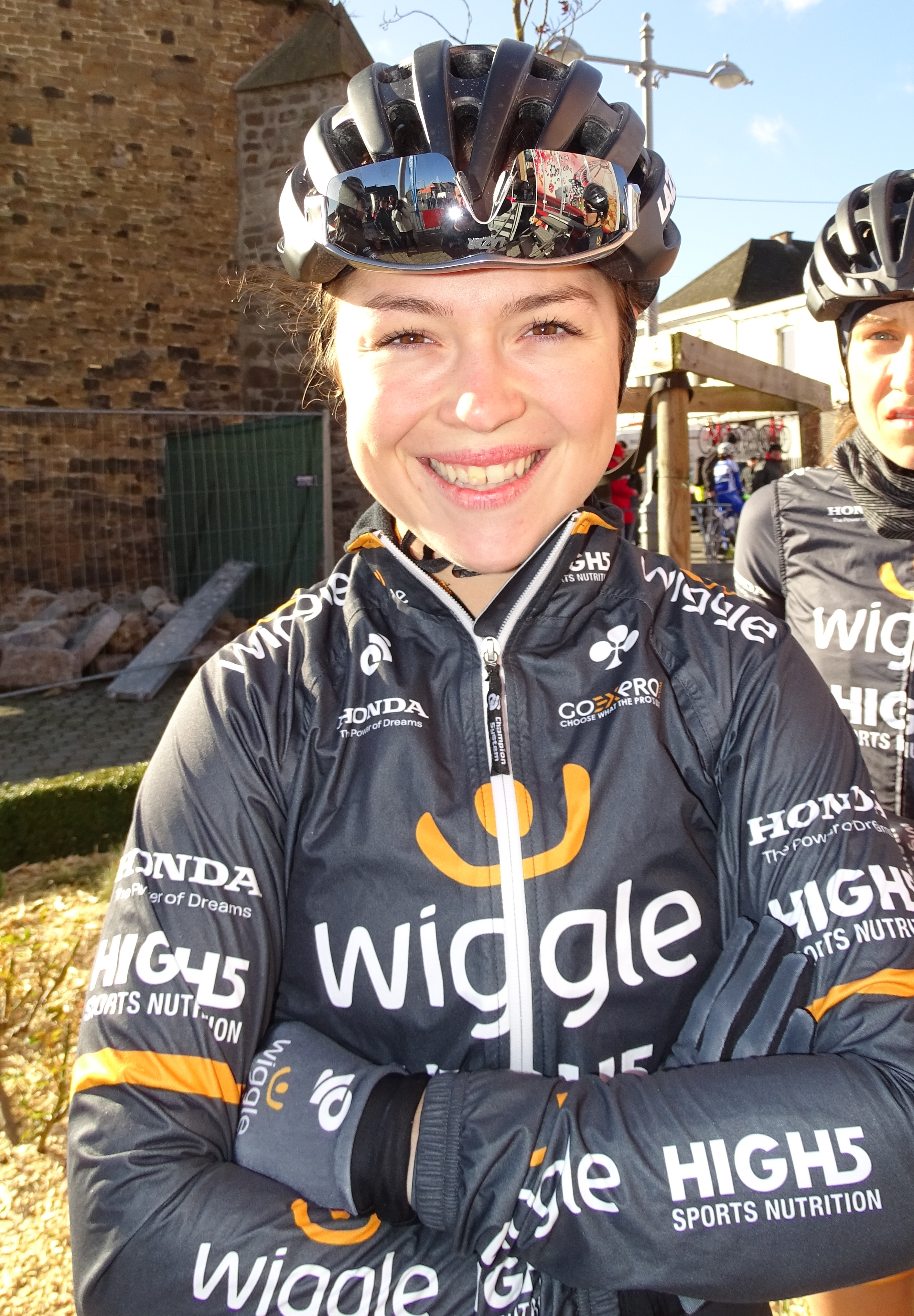
Lucy Garner.
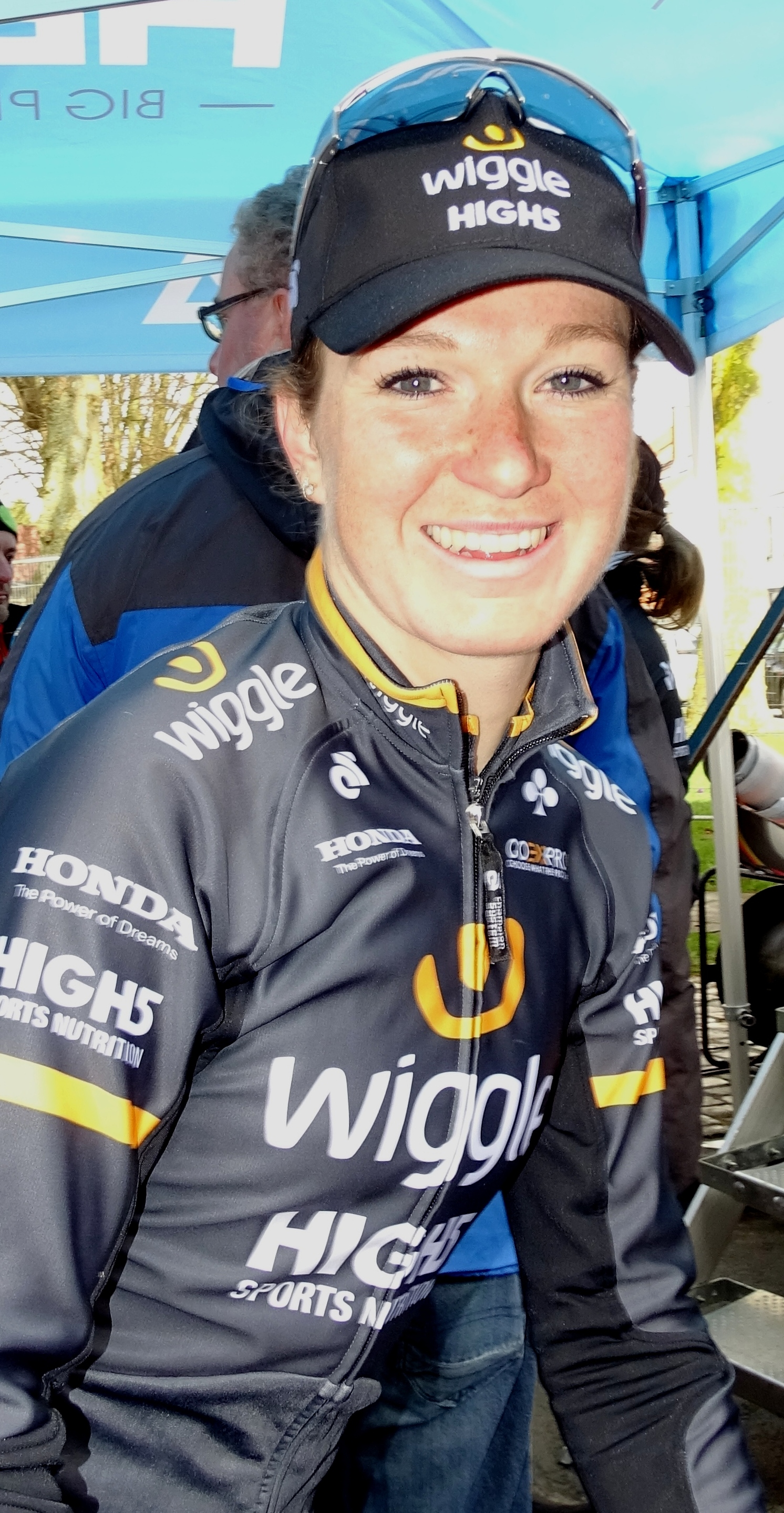
Amy Pieters.
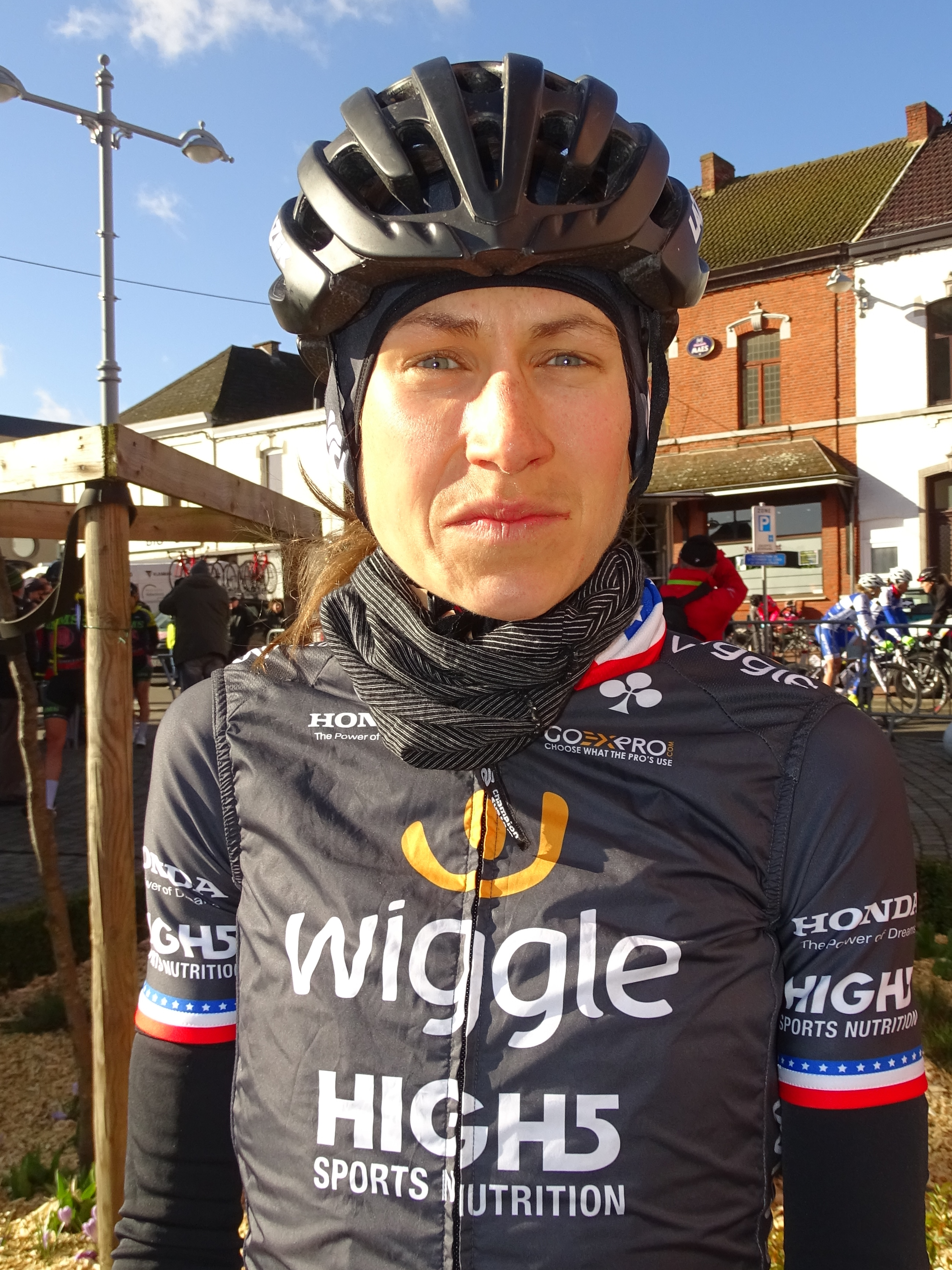
Mara Abbott.
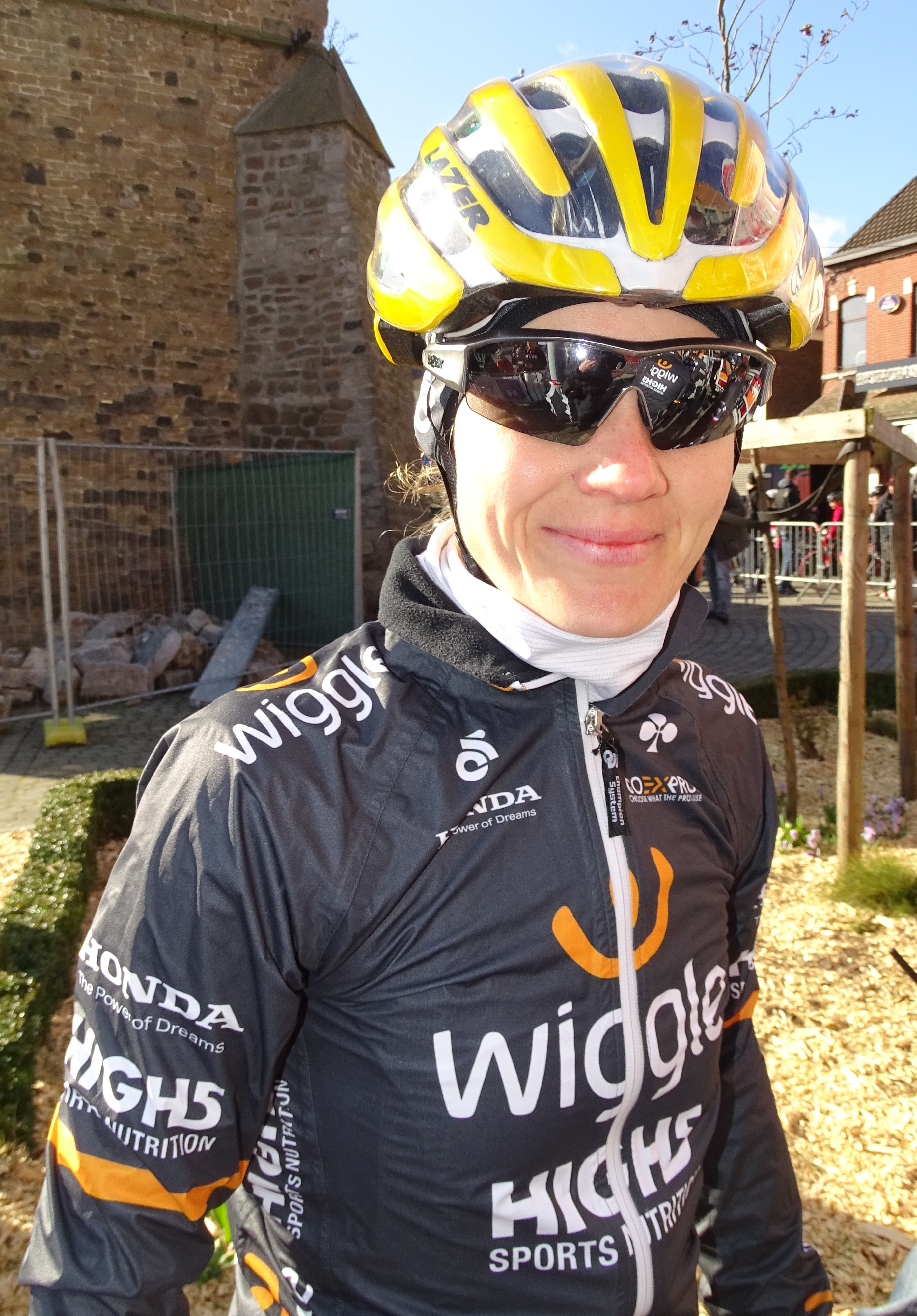
Emma Johansson.
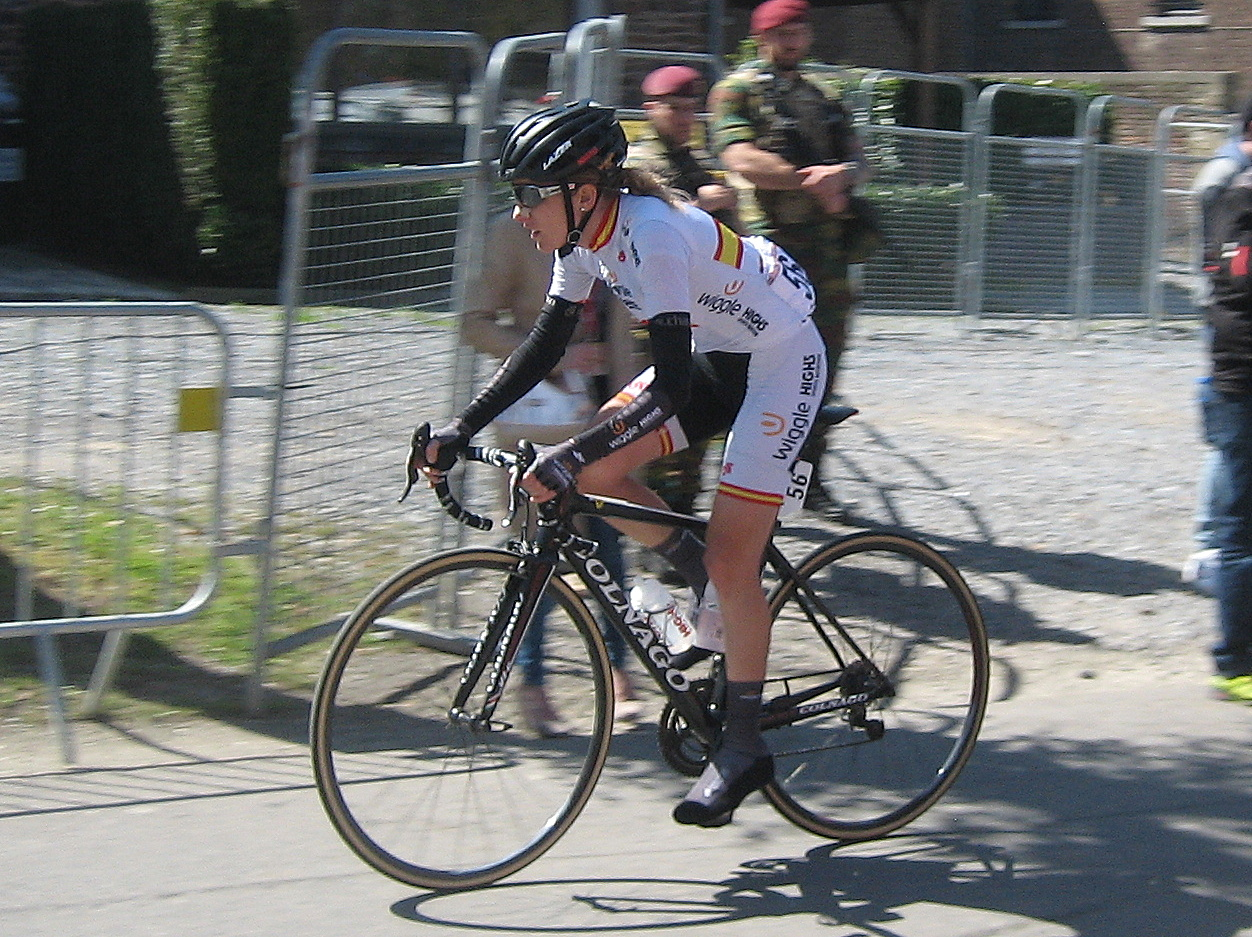
Anna Sanchis

### Encadrement

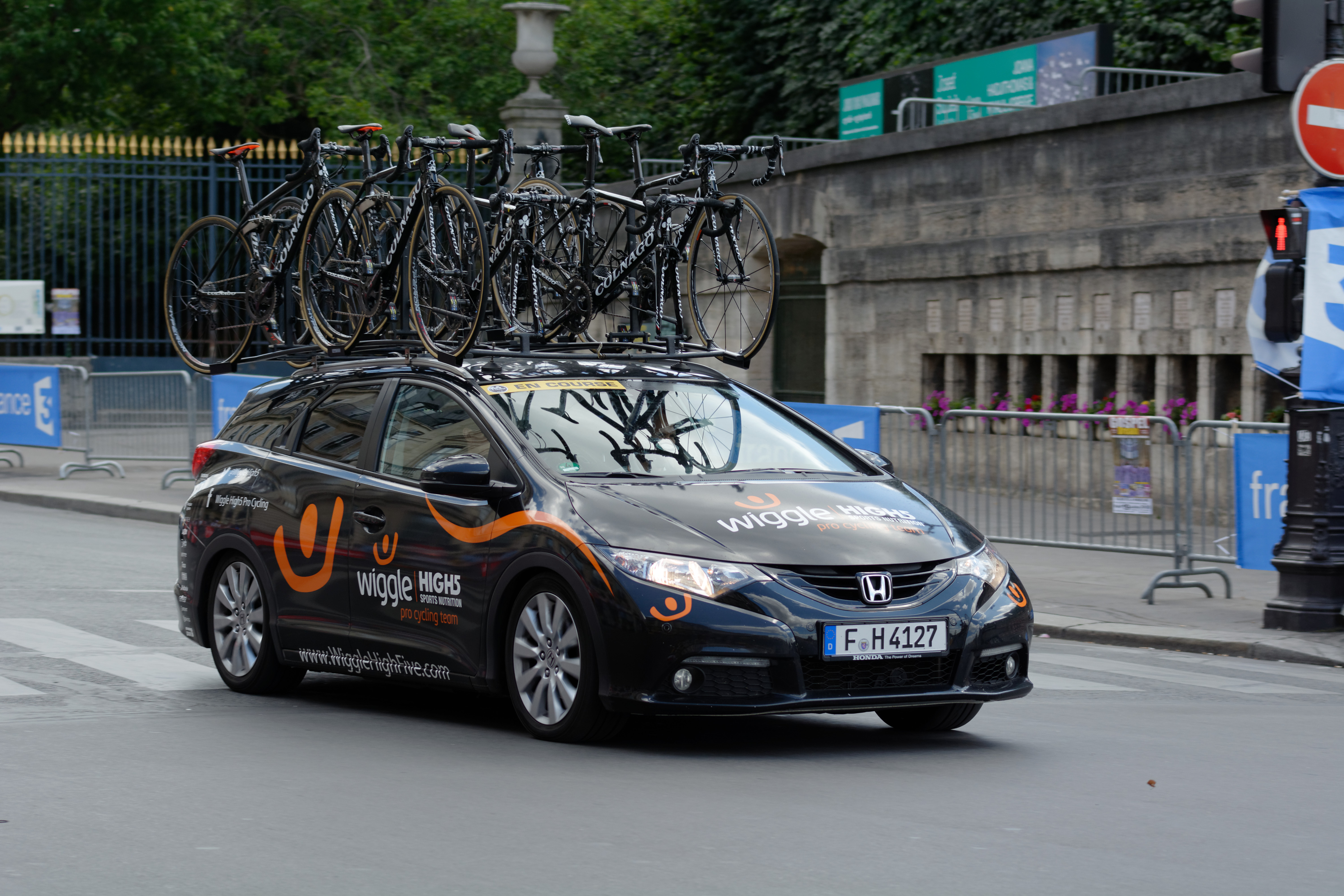
Véhicule de l'équipe

L'encadrement de la formation reste inchangé par rapport à l'année précédente. La directrice de l'équipe est l'ancienne coureuse australienne Rochelle Gilmore. Le directeur sportif est Egon van Kessel jusqu'en juin. Il est ensuite remplacé par Donna Rae Szalinski, entraîneuse de l'équipe de cyclisme juniors féminine australienne de 2008 à 2014,. Il a pour adjoints Kurt Bogaerts et Nico Claessens. Le mécanicien est Gerrit Claessens, le soigneur Kristof van Campenhout, Ben Atkins et Bart Hazen sont responsables média.

## Déroulement de la saison

### Février
La saison sur route commence au Tour du Qatar. Chloe Hosking vient sur la course avec beaucoup d'ambition. Sur la première étape, elle gagne le dernier sprint intermédiaire mais y laisse trop d'énergie. Elle termine seulement dix-septième de l'étape. L'équipe prend l'échappée de vingt-cinq coureuses durant la deuxième étape. À trois kilomètres de la ligne, Katrin Garfoot, Romy Kasper, Trixi Worrack et Amy Pieters se détachent. Cette dernière se classe troisième. Les poursuivantes arrivent près d'une minute après les quatre coureuses. Le lendemain, une bordure se déclenche dès le premier kilomètre. L'équipe Wiggle High5 n'est pas représenté parmi les treize athlètes à l'avant et mène donc le peloton. Chloe Hosking se classe finalement dixième. Elle gagne l'ultime étape au sprint et est neuvième du classement général. Amy Pieters est sixième.

### Mars

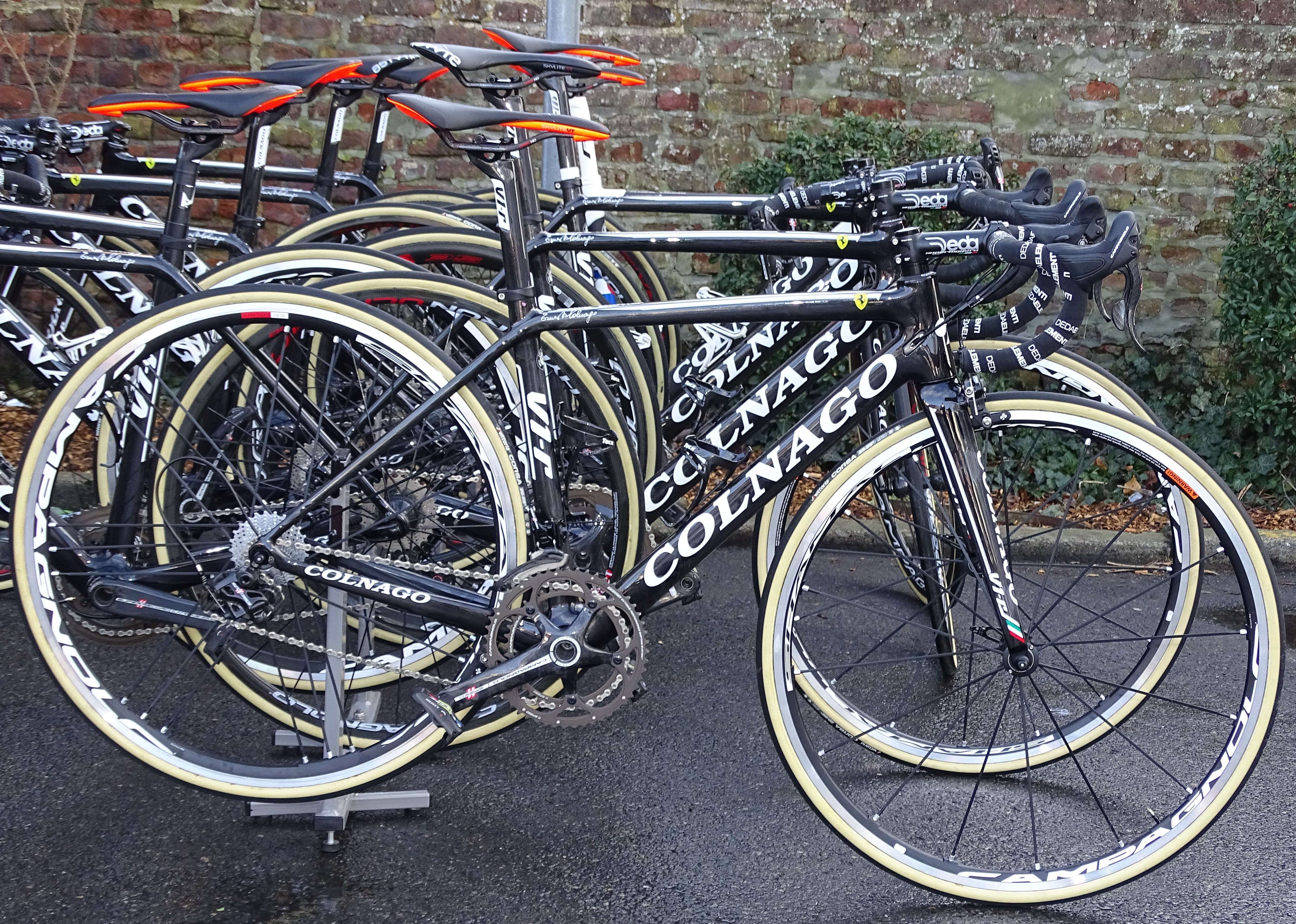
Vélo de l'équipe

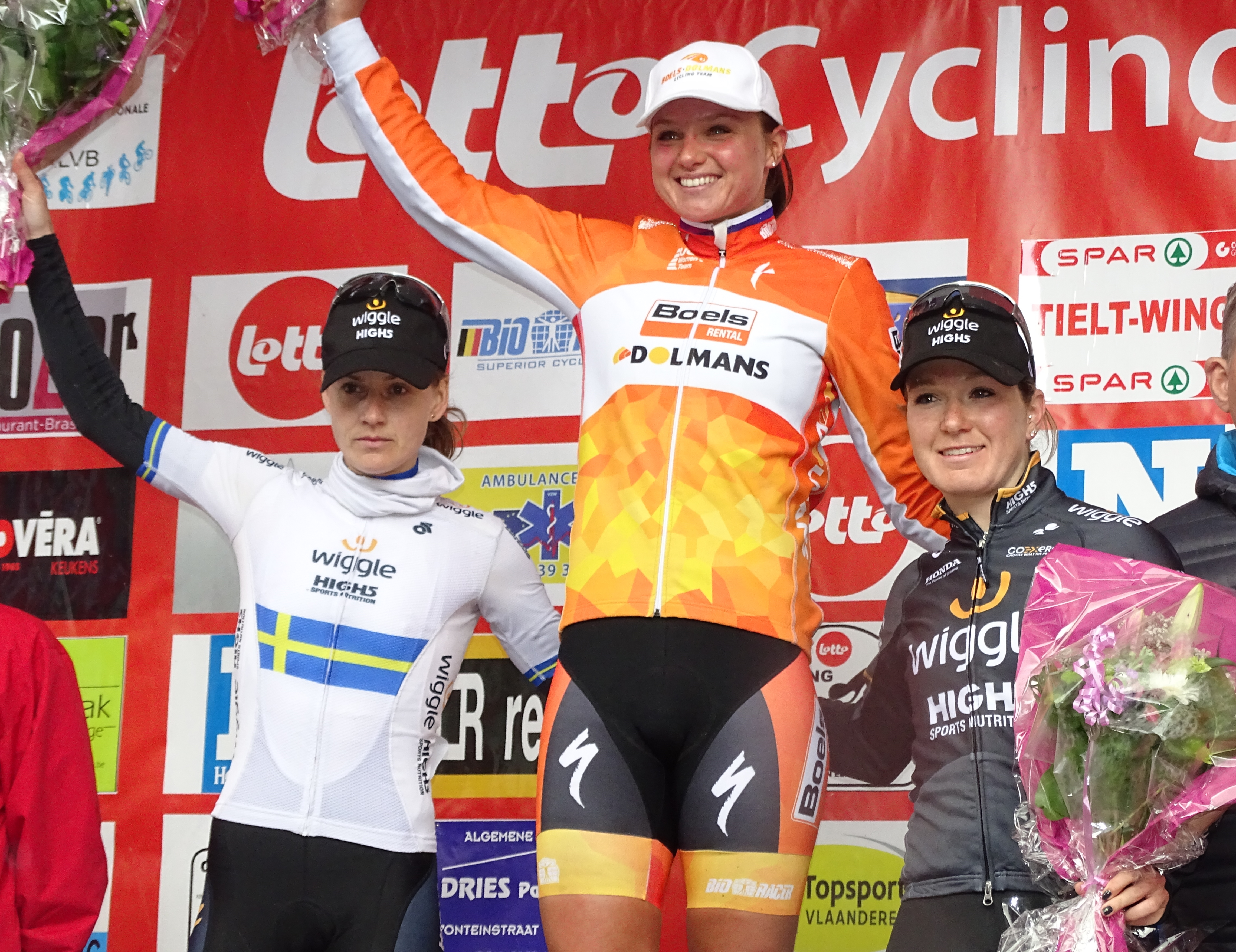
Podium du Samyn des Dames, Emma Johansson est deuxième et Amy Pieters troisième

Au Samyn des Dames, Emma Johansson se trouve dans la bordure d'une vingtaine de coureuses qui se déclenche au bout de trente kilomètres, puis dans le groupe de tête dans les secteurs pavés. Elle produit une accélération dans le final et n'est suivie que par Chantal Blaak. Cette dernière tente plusieurs fois en vain de distancer la Suédoise. Emma Johansson est finalement devancée au sprint par la Néerlandaise,. Aux Strade Bianche, à une trentaine de kilomètres de l'arrivée, Katarzyna Niewiadoma et Lizzie Armitstead se détache. Emma Johansson les rejoint pour représenter son équipe. Dans le final, elle ne peut suivre les deux autres coureuses et termine donc troisième. Elisa Longo Borghini se classe quatrième.
Au Tour de Drenthe, aucune membre de l'équipe ne prend part à l'échappée décisive initiée par Chantal Blaak dans le dernier secteur pavé. Le lendemain, au Drentse 8, Chloe Hosking et Emma Johansson font partie de l'échappée de treize coureuses qui se détachent dans le mont VAM. Au sprint, l'Australienne termine sixième. Au Trofeo Alfredo Binda-Comune di Cittiglio, à vingt-cinq kilomètres de l'arrivée, dans la montée vers Orino, un groupe de huit coureuses se détache. Il est composé d'Elizabeth Armitstead, Megan Guarnier, Anna van der Breggen, Katarzyna Niewiadoma, Emma Johansson, Annemiek van Vleuten , Alena Amialiusik et Jolanda Neff. Il prend rapidement un avantage de plus d'une minute sur ses poursuivantes. Jolanda Neff attaque ensuite à Cuvio. Dans l'ultime ascension vers Orino, Elizabeth Armitstead attaque à son tour. Emma Johansson termine deuxième du sprint des poursuivantes et se classe donc quatrième. Giorgia Bronzini est deuxième du sprint du peloton ce qui la classe dixième. À Gand-Wevelgem, Emma Johansson tente, avec Annemiek van Vleuten et Lisa Brennauer, de suivre l'attaque de Chantal Blaak, mais sans succès. Amy Pieters se classe quatrième de la course.

### Avril
Au Tour des Flandres, Elisa Longo Borghini tente une attaque sur les pentes du vieux Quaremont mais est suivie par les autres favorites. Sur le replat suivant l'ascension, Emma Johansson place une accélération décisive suivie seulement par Elizabeth Armitstead. La Britannique réalise la majorité des relais jusqu'à l'arrivée où elle devance néanmoins la Suédoise d'une demi-roue. Elisa Longo Borghini est cinquième.
L'équipe participe à l'Emakumeen Saria et à l'Emakumeen Euskal Bira dans le Pays basque. Sur la première épreuve, Megan Guarnier s'échappe avec Elisa Longo Borghini, puis la devance au sprint. Sur la deuxième, après un prologue où Danielle King prend la huitième place, Emma Johansson domine la course. Sur la première étape, Carmen Small s'échappe dans la dernière ascension à seize kilomètres de l'arrivée avec la Suédoise qui la devance au sprint. Le lendemain, elle profite du final accidenté de l'étape pour s'imposer en creusant un petit écart sur ses rivales. Elle endosse alors le maillot jaune. Elisa Longo Borghinin se classe troisième de l'étape et remonte à la même place au classement général. La troisième étape est certes vallonnée mais se conclut par un sprint massif. Giorgia Bronzini y devance Carmen Small et Rossella Ratto. Dans la perspective des Jeux olympiques de Rio, elle prouve ainsi qu'elle est capable de suivre le rythme sur un relief important et de sprinter par la suite. Sur la dernière étape, un groupe d'échappée dangereux au classement général se forme sur la fin du parcours. La formation Wiggle High5 doit donc mener la poursuite pour permettre à Emma Johansson et Elisa Longo Borghini de faire le saut vers le groupe. L'Italienne finit quatrième de l'étape mais perd sa troisième place au classement général au profit d'Ashleigh Moolman qui encaisse les bonifications de la troisième place d'étape. Emma Johansson inscrit donc son nom au palmarès de l'épreuve. Elle gagne également le classement par points.
À la Flèche wallonne, sept athlètes se détachent dans la côte de Cherave : Anna van der  Breggen, Katarzyna Niewiadoma, Evelyn Stevens, Megan Guarnier, Alena Amialiusik Katrin Garfootet Elisa Longo Borghini. Cette dernière se classe cinquième. Emma Johansson rattrape les dernières du groupe d'échappée dans le mur de Huy et finit septième,.
Au Festival luxembourgeois du cyclisme féminin Elsy Jacobs, Emma Johansson se classe huitième du prologue. Sur la dernière étape, Elisa Longo Borghini fait partie de l'échappée de dix coureuses qui prend une grande avance et finit quatrième. Elle est cinquième du classement général final.

### Mai

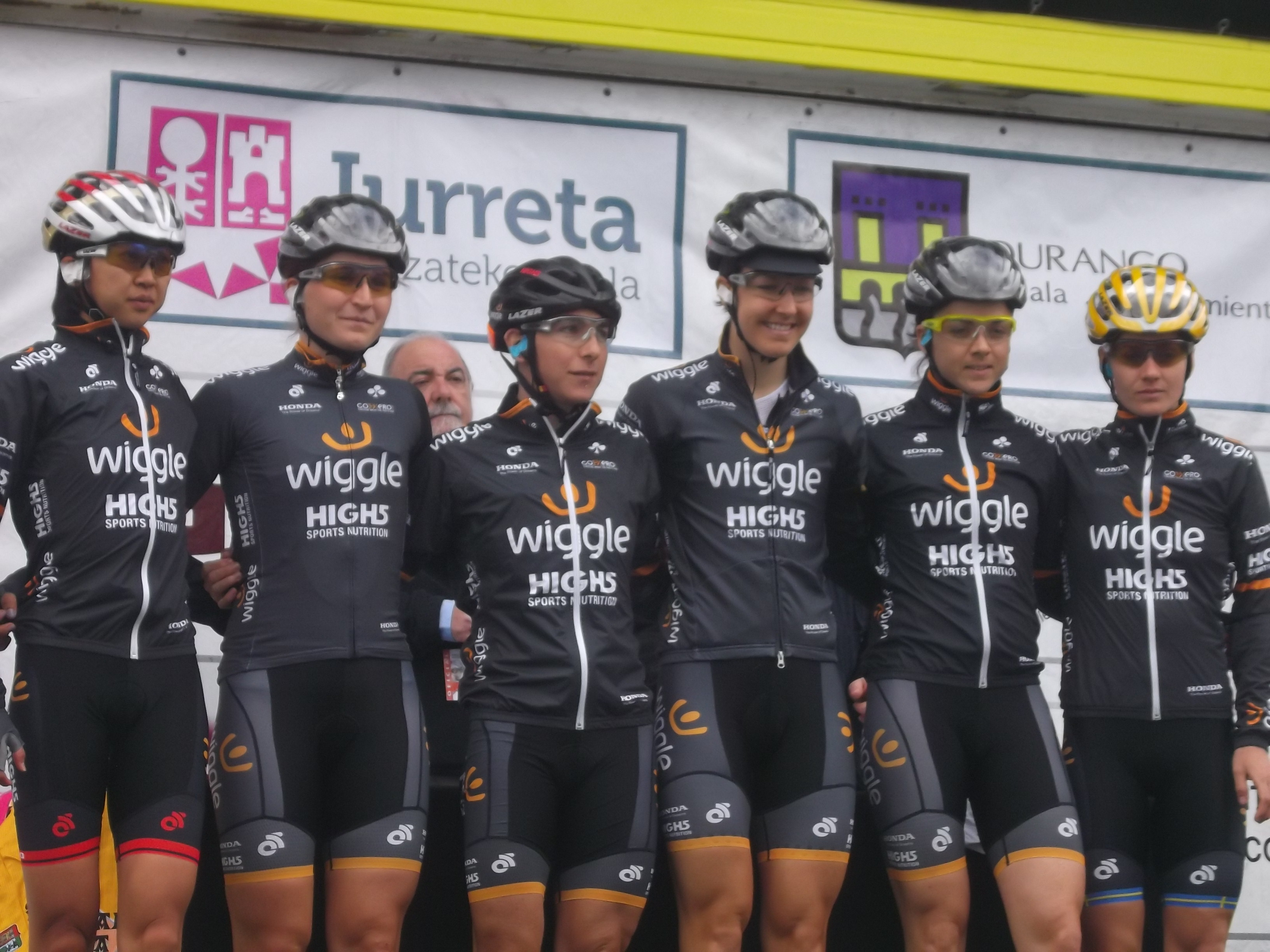
Équipe à la Bira. De gauche à droite : Mayuko Hagiwara, Elisa Longo Borghini, Giorgia Bronzini, Danielle King, Audrey Cordon et Emma Johansson

Au Tour de l'île de Chongming, Chloe Hosking est troisième de la première étape, première de la deuxième et deuxième de la dernière étape, toutes arrivées au sprint. Par le jeu des bonifications, elle obtient la victoire finale ainsi que les maillots du classement par points et de la montagne. Au même moment, au Tour of the Gila, Mara Abbott confirme son statut de favorite en remportant la première étape avec plus de deux minutes trente d'avance sur ses poursuivantes. Elle attaque dans la montée finale et n'est jamais reprise. Le lendemain, sa position de leader est mise en péril par une échappée de sept coureuses. Kristin Armstrong et Mara Abbott sont obligées de mener la chasse personnellement. Finalement, ce dernière sauve sa place, mais Abigail Mickey revient à quarante-neuf secondes au classement général. Mara Abbott se classe deuxième du contre-la-montre de la troisième étape. Elle remporte ensuite la dernière étape de l'épreuve pour la quatrième année consécutive en solitaire. Elle gagne ainsi le classement général et le classement de la meilleure grimpeuse.
Au Tour de Californie, l'équipe mène dans le final pour lancer Emma Johansson sur la dernière côte. Elle n'est devancée que par Megan Guarnier. Elle se classe troisième de la troisième étape au sprint. Sur la dernière étape, Amy Pieters se classe cinquième du sprint massif. Emma Johanssonk est huitième du classement général de l'épreuve.

### Juin
À la Philadelphia Cycling Classic, la course se décide dans la dernière ascension du mur de Manayunk. Megan Guarnier mène la montée. Elisa Longo Borghini et Alena Amialiusik sont les seules à parvenir à suivre dans un premier temps avant de devoir céder face à la championne américaine à environ cent cinquante mètres de l'arrivée. L'Italienne finit deuxième, Danielle King est septième.
Au Women's Tour, Giorgia Bronzini se classe troisième du sprint de la première étape. Le lendemain, Amy Pieters gagne le sprint. Emma Johansson est sixième, Giorgia Bronzini septième. Sur la troisième étape, Jolien D'Hoore fait partie du groupe de onze échappées qui compte jusqu'à deux minutes d'avance. Dans le deuxième prix de la montagne trois favorites accélèrent : Lizzie Armitstead, Ashleigh Moolman et Elisa Longo Borghini. Elles reviennent immédiatement sur la tête de la course. À quinze kilomètres de l'arrivée, la championne du monde attaque de nouveau, suivie par la Sud-Africaine. Elisa Longo Borghini et Amanda Spratt partent à leur chasse et les rejoignent. Dans le sprint sur secteur pavé, Lizzie Armitstead devance Ashleigh Moolman et Elisa Longo Borghini. L'Italienne remonte à la troisième place du classement général. Le lendemain, Lizzie Armitstead, Ashleigh Moolman et Elisa Longo Borghini attaquent dans la deuxième ascension de la journée. Elles sont bientôt rejointes par Emma Johansson. La coopération n'est pas bonne et Lizzie Armitstead accélère puis attaque seule mais se fait reprendre. Derrière, un groupe de poursuite de douze coureuses dont Marianne Vos et Lisa Brennauer revient à une vingtaine de secondes de la tête de course. La jonction s'opère finalement à cinq cents mètres de l'arrivée. Au sprint, Emma Johansson finit troisième. Sur la dernière étape, il n'y a pas de modification au classement général : Elisa Longo Borghini se classe troisième, Amy Pieters septième et Emma Johansson huitième.
Au championnat d'Italie sur route, Elisa Longo Borghini s'impose sur l'épreuve contre-la-montre. Sur la course en ligne, elle attaque à une vingtaine de kilomètres de la ligne. Derrière un groupe de poursuite de six coureuses s'organise. Il est constitué de : Elena Cecchini, Tatiana Guderzo, Rossella Ratto, Soraya Paladin, Anna Zita Maria Stricker, Giorgia Bronzini et Maria Giulia Confalonieri. À dix kilomètres de l'arrivée, Elisa Longo Borghini est reprise et Elena Cecchini contre immédiatement. Elle n'est plus reprise et Elisa Longo Borghini doit se contenter de la seconde place.

### Juillet

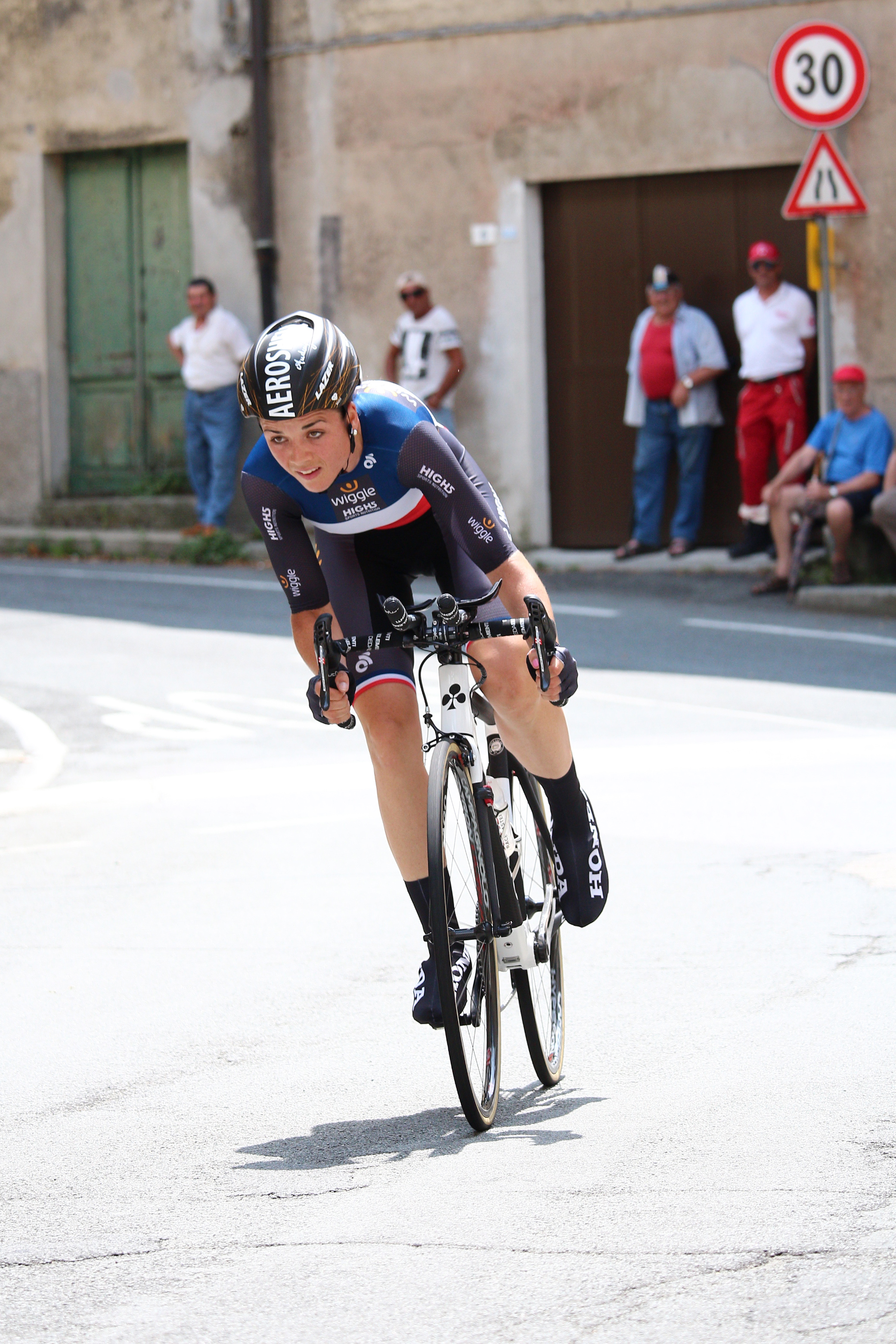
Audrey Cordon sur le prologue du Tour d'Italie

Au Tour d'Italie, Mara Abbott prend le départ de la course avec le statut de favorite, Elisa Longo Borghini celui d'outsider,. Sur le prologue, Mara Abbott perd vingt-cinq secondes tandis qu'Elisa Longo Borghini est douzième . Le lendemain, Elisa Longo Borghini attaque avec de Katarzyna Niewiadoma, Evelyn Stevens et Megan Guarnier bientôt rejointe par cinq autres coureuses dont Mara Abbott et Giorgia Bronzini. Celle-ci s'impose dans ce sprint limité. Elisa Longo Borghini porte une première fois le maillot de la meilleure grimpeuse. Le final escarpé de la deuxième étape est mis à profit par Elisa Longo Borghini, qui se fait néanmoins doubler juste avant la ligne par Megan Guarnier. Mara Abbott est quatrième de l'étape. Les deux étapes suivantes se disputent au sprint. Chloe Hosking remporte la première, tandis que Giorgia Bronzini est troisième. Le lendemain, aucune coureuse de l'équipe n'entre dans le top dix. La cinquième étape comporte l'ascension du col du Mortirolo. Dans ses pentes, Mara Abbott accélère. Elle passe au sommet avec deux minutes d'écart sur Emma Pooley et quatre sur Evelyn Stevens. Toutefois, elle chute dans la descente et perd une grande partie de son avantage. Elle remporte finalement l'étape avec trente-sept secondes d'avance sur Elisa Longo Borghini et s'empare ainsi du maillot rose. L'Italienne pointe à la troisième place du classement général avec quinze secondes de retard,. Le lendemain, Katarzyna Niewiadoma attaque lors de l'ascension du Passo Caprauna. Elle est prise en chasse par Mara Abbott accompagnée d'Evelyn Stevens. La jonction s'opère sur les pentes du col. Derrière la poursuite s'organise. L'écart monte à deux minutes trente à quatre-vingt kilomètres de l'arrivée. Toutefois les trois coureuses sont reprises peu avant l'ultime ascension. Le groupe de tête est alors constitué de onze coureuses, Mara Abbott est isolée. Dans la montée vers le sanctuaire elle multiplie les accélérations, mais n'a pas de succès. Anna van der Breggen attaque plus loin et n'est suivie que par Megan Guarnier, puis par Evelyn Stevens. Mara Abbott concède cinquante-trois secondes sur cette dernière à l'arrivée et doit laisser définitivement son maillot rose à Megan Guarnier. Elisa Longo Borghini, victime de la chaleur, perd plus de seize minutes durant l'étape et ainsi toute chance au classement général,,. Sur le contre-la-montre, elle se reprend et finit troisième à quatre secondes d'Evelyn Stevens. Mara Abbott est reléguée à plus de deux minutes de Megan Guarnier au classement général,,,. La huitième étape se joue au sprint et Giorgia Bronzini obtient un deuxième bouquet. Sur la dernière étape, Mayuko Hagiwara prend la bonne échappée. Elle est distancée par Thalita de Jong dans la montée finale et se classe sixième. Mara Abbott termine cinquième du classement général. Elisa Longo Borghini remporte le classement de la meilleure grimpeuse.
Sur le Tour de Thuringe, Emma Johansson se classe deuxième du sprint massif de la troisième étape derrière Marianne Vos. Elle est cinquième de la sixième étape. Au classement général final, elle est neuvième. Elle remporte néanmoins le classement de la meilleure grimpeuse. Au même moment, Jolien D'Hoore participe au BeNe Ladies Tour et y remporte pas moins de trois étapes, dont celle contre-la-montre, et le classement général.

### Août

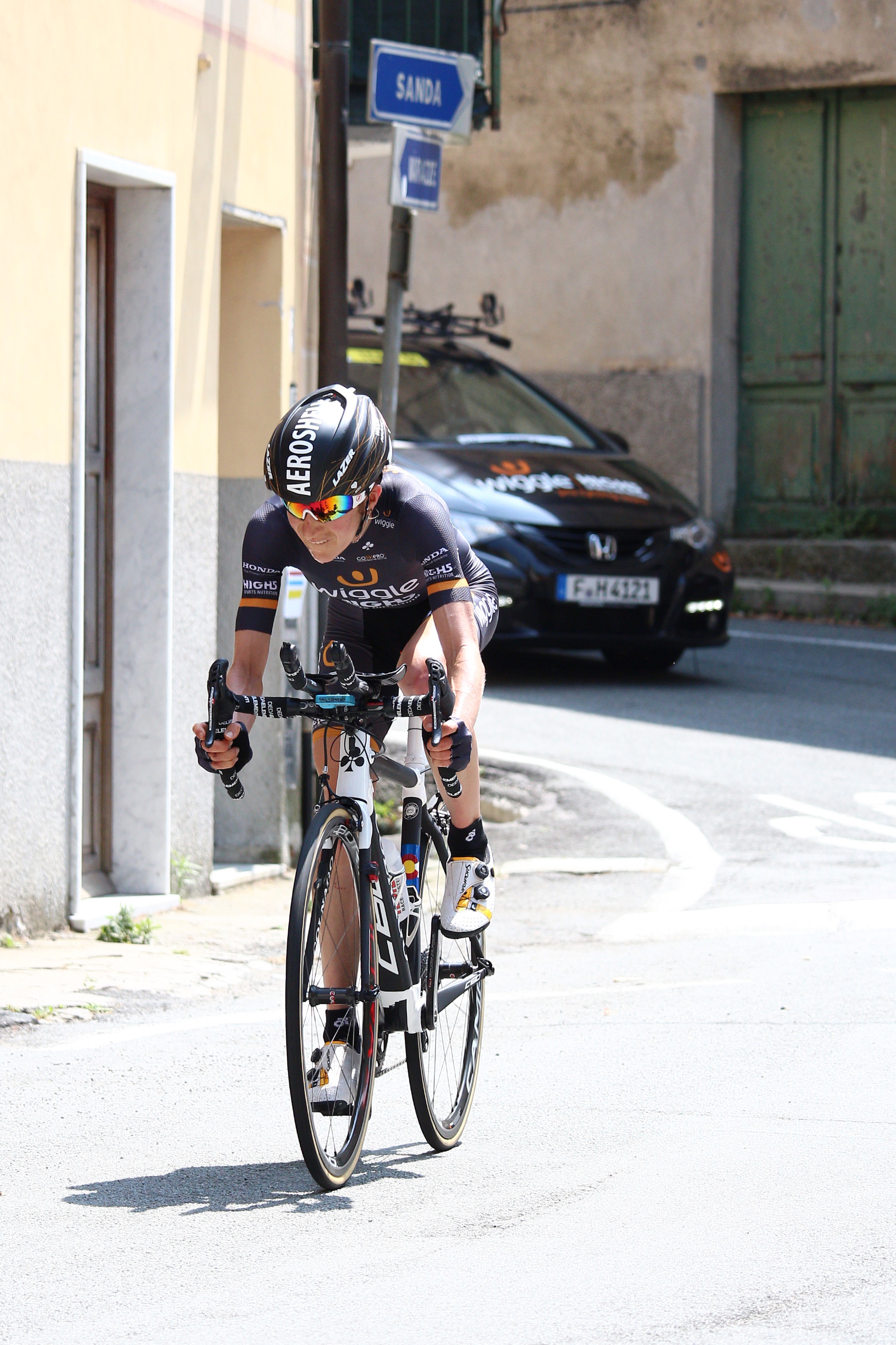
Mara Abbott, ici sur le prologue du Tour d'Italie, est en tête de la course en ligne des Jeux olympiques à un kilomètre de la ligne avant de finir quatrième

Sept coureuses de l'équipe participent aux Jeux olympiques de Rio avec leurs sélections nationales respectives. Emma Johansson (Suède), Elisa Longo Borghini (Italie) et Audrey Cordon (France) sont alignées à la fois sur l'épreuve en ligne et le contre-la-montre. Mara Abbott (États-Unis) et Giorgia Bronzini (Italie) effectuent la course en ligne. Enfin, Annette Edmonson (Australie) et Jolien D'Hoore (Belgique) courent l'omnium sur piste.
Lors de la course en ligne olympique, dans l'ascension de la Vista Chinesa, Mara Abbott imprime un rythme très soutenu. Elle n'est suivie que par Elisa Longo Borghini, Anna van der Breggen et Annemiek van Vleuten. Emma Johansson est quelques mètres derrière. Jouant le surnombre, Annemiek van Vleuten attaque sur un replat. Mara Abbott est la seule à suivre. Elle tente de décrocher la Néerlandaise sans succès. Au sommet, Annemiek van Vleuten et Mara Abbott comptent vingt-deux secondes d'avance sur Elisa Longo Borghini, Anna van der Breggen et Emma Johansson. Annemiek van Vleuten mène la descente et distance rapidement Mara Abbott qui se montre très prudente. Dans un virage, la Néerlandaise perd le contrôle de son vélo et tombe sur une des énormes bordures de béton longeant la route. Mara Abbott est donc seule en tête à la fin de la descente et possède trente-huit secondes d'avance sur ses poursuivantes. Celles-ci coopèrent, en partie pour revenir sur l'Américaine, et en partie pour éviter un retour du groupe de Lizzie Armitstead qui les talonne. Finalement, Elisa Longo Borghini, Anna van der Breggen et Emma Johansson rejoignent Mara Abbott dans les ultimes mètres de l'épreuve. Anna van der Breggen lance le sprint et distance Emma Johansson. La Suédoise obtient donc la médaille d'argent, Elisa Longo Borghini, qui a mené dans le dernier kilomètre, la médaille de bronze et Mara Abbott la quatrième place. Sur le contre-la-montre, Elisa Longo Borghini effectue un départ rapide qui lui permet d'avoir longtemps le meilleur temps au première intermédiaire. Elle faiblit cependant dans le final et termine cinquième. Sur piste, dans l'épreuve de l'omnium, Jolien D'Hoore gagne la médaille de bronze. Longtemps deuxième du classement général, elle se fait devancer par Sarah Hammer lors de la course aux points. Annette Edmondson remporte le 500 m et finit deuxième du tour lancé mais est trop loin dans les autres épreuves. Elle se classe huitième du classement général.
Lors de l'Open de Suède Vårgårda, un groupe de neuf coureuses avec les principales équipes représentées part à mi-course. Il est constitué de : Emilia Fahlin, Amy Pieters, Chantal Blaak, Lotta Lepistö, Maria Giulia Confalonieri, Hannah Barnes, Amanda Spratt , Julia Soek et Shara Gillow. Même si l'avance de cette échappée ne dépasse jamais deux minutes, la poursuite ne s'organisant pas, elle se dispute la victoire. Emilia Fahlin anticipe le sprint et s'impose seule. Derrière Lotta Lepistö devance Chantal Blaak et Amy Pieters.

### Septembre

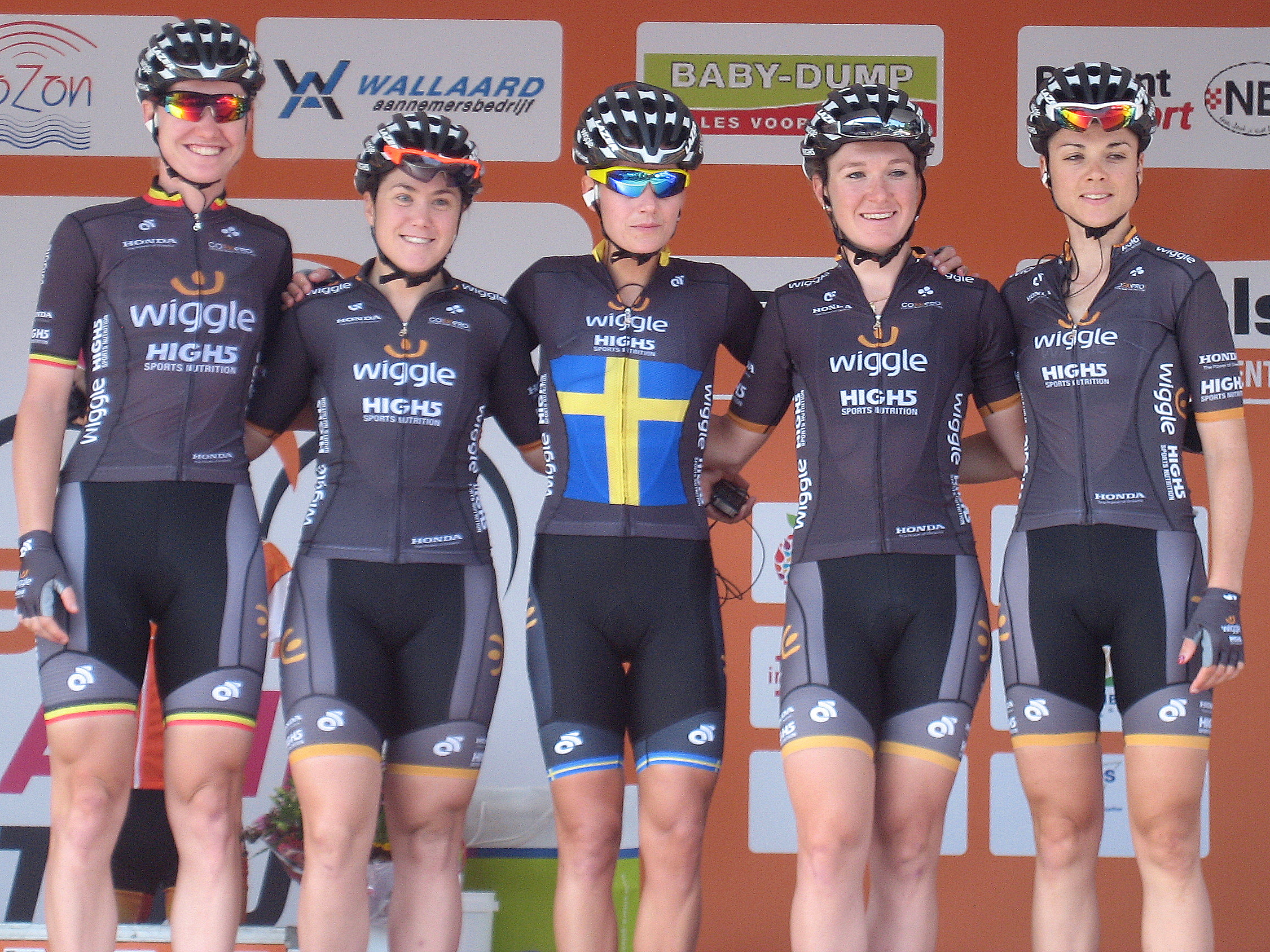
Équipe au Boels Ladies Tour

Au Boels Ladies Tour, Amy Pieters est deuxième de la troisième étape où un petit groupe se dispute la victoire. Jolien D'Hoore est troisième du sprint de la cinquième étape. Sur la dernière étape, Amy Pieters fait partie du groupe de tête et se classe cinquième. Au classement général, elle est sixième. 
Aux championnats d'Europe sur route, Audrey Cordon et Elisa Longo Borghini se classent respectivement cinquième et septième du contre-la-montre. Sur la course en ligne, dans la dernière ascension de la côte de Cadoudal, Elisa Longo Borghini suit l'accélération de Katarzyna Niewiadoma avec Anna van der Breggen, Alena Amialiusik et Rasa Leleivytė. Elle se classe troisième au sprint. Giorgia Bronzini est sixième, Emma Johansson huitième.
À La Madrid Challenge by La Vuelta, l'équipe réalise un doublet avec Jolien D'Hoore vainqueur et Chloe Hosking deuxième au sprint massif.

### Octobre
Aux championnats du monde sur route, Audrey Cordon prend le départ du contre-la-montre individuel et se classe vingt-deuxième. Sur la course en ligne viennent s'ajouter Chloe Hosking, Emma Johansson, Jolien D'Hoore, Amy Pieters, Danielle King, Elisa Longo Borghini et Giorgia Bronzini. La première est septième du sprint massif, Jolien D'Hoore dixième.

## Bilan de la saison

### Victoires

#### Sur route
| Date         | Course                                                 | Pays        | Classe | Vainqueur            |
| ------------ | ------------------------------------------------------ | ----------- | ------ | -------------------- |
| 17 janvier   | 2e étape du Tour Down Under                            | Australie   | 2.2    | Annette Edmondson    |
| 21 janvier   | Championnat d'Asie du contre-la-montre                 | Japon       | 0      | Mayuko Hagiwara      |
| 4 avril      | Grand Prix international de Dottignies                 | Belgique    | 1.2    | Giorgia Bronzini     |
| 14 avril     | 1re étape de l'Emakumeen Euskal Bira                   | Espagne     | 2.1    | Emma Johansson       |
| 15 avril     | 2e étape de l'Emakumeen Euskal Bira                    | Espagne     | 2.1    | Emma Johansson       |
| 16 avril     | 3e étape de l'Emakumeen Euskal Bira                    | Espagne     | 2.1    | Giorgia Bronzini     |
| 17 avril     | Emakumeen Euskal Bira                                  | Espagne     | 2.1    | Emma Johansson       |
| 4 mai        | 1re étape du Tour of the Gila                          | États-Unis  | 2.2    | Mara Abbott          |
| 7 mai        | 2e étape du Tour de l'île de Chongming                 | Chine       | 2.WWT  | Chloe Hosking        |
| 8 mai        | Tour de l'île de Chongming                             | Chine       | 2.WWT  | Chloe Hosking        |
| 8 mai        | 5e étape du Tour of the Gila                           | États-Unis  | 2.2    | Mara Abbott          |
| 8 mai        | Tour of the Gila                                       | États-Unis  | 2.2    | Mara Abbott          |
| 12 juin      | Diamond Tour                                           | Belgique    | 1.1    | Jolien D'Hoore       |
| 16 juin      | 2e étape de The Women's Tour                           | Royaume-Uni | 2.WWT  | Amy Pieters          |
| 22 juin      | Championnat de Suède du contre-la-montre               | Suède       | CN     | Emma Johansson       |
| 22 juin      | Championnat d'Italie du contre-la-montre               | Italie      | CN     | Elisa Longo Borghini |
| 25 juin      | Championnat de Suède sur route                         | Suède       | CN     | Emma Johansson       |
| 2 juillet    | 1re étape du Tour d'Italie                             | Italie      | 2.WWT  | Giorgia Bronzini     |
| 4 juillet    | 3e étape du Tour d'Italie                              | Italie      | 2.WWT  | Chloe Hosking        |
| 6 juillet    | 5e étape du Tour d'Italie                              | Italie      | 2.WWT  | Mara Abbott          |
| 9 juillet    | 8e étape du Tour d'Italie                              | Italie      | 2.WWT  | Giorgia Bronzini     |
| 9 juillet    | 4e étape du Tour de Feminin - O cenu Ceskeho Svycarska | Tchéquie    | 2.2    | Jolien D'Hoore       |
| 15 juillet   | 1re étape du BeNe Ladies Tour                          | Belgique    | 2.2    | Jolien D'Hoore       |
| 16 juillet   | 2e étape secteur b du BeNe Ladies Tour                 | Belgique    | 2.2    | Jolien D'Hoore       |
| 17 juillet   | 3e étape du BeNe Ladies Tour                           | Belgique    | 2.2    | Jolien D'Hoore       |
| 17 juillet   | BeNe Ladies Tour                                       | Belgique    | 2.2    | Jolien D'Hoore       |
| 24 juillet   | La course by Le Tour de France                         | France      | 1.WWT  | Chloe Hosking        |
| 7 août       | Prologue de la Route de France                         | France      | 2.1    | Amy Pieters          |
| 11 septembre | La Madrid Challenge by La Vuelta                       | Espagne     | 1.WWT  | Jolien D'Hoore       |
| 24 septembre | Tour d'Émilie                                          | Italie      | 1.1    | Elisa Longo Borghini |
| 25 septembre | Grand Prix Bruno Beghelli                              | Italie      | 1.1    | Chloe Hosking        |

#### Sur piste
| Date       | Course                               | Pays      | Classe | Vainqueur      |
| ---------- | ------------------------------------ | --------- | ------ | -------------- |
| 15 janvier | Course aux points de Hong Kong       | Hong Kong | CDM    | Jolien D'Hoore |
| 23 octobre | Championnat d'Europe de l'américaine | France    | 0      | Jolien D'Hoore |

### Résultats sur les courses majeures

#### World Tour
| Date         | #  | Course                                   | Pays            | Meilleure classée    | Classement |
| ------------ | -- | ---------------------------------------- | --------------- | -------------------- | ---------- |
| 5 mars       | 1  | Strade Bianche                           | Italie          | Emma Johansson       | 3e         |
| 12 mars      | 2  | Tour de Drenthe                          | Pays-Bas        | Amy Pieters          | 14e        |
| 20 mars      | 3  | Trofeo Alfredo Binda-Comune di Cittiglio | Italie          | Emma Johansson       | 4e         |
| 27 mars      | 4  | Gand-Wevelgem                            | Belgique        | Amy Pieters          | 4e         |
| 3 avril      | 5  | Tour des Flandres                        | Belgique        | Emma Johansson       | 2e         |
| 20 avril     | 6  | Flèche wallonne                          | Belgique        | Elisa Longo Borghini | 5e         |
| 6-8 mai      | 7  | Tour de l'île de Chongming               | Chine           | Chloe Hosking        | Vainqueur  |
| 19-22 mai    | 8  | Tour de Californie                       | États-Unis      | Emma Johansson       | 8e         |
| 5 juin       | 9  | Philadelphia Cycling Classic             | États-Unis      | Elisa Longo Borghini | 2e         |
| 15-19 juin   | 10 | The Women's Tour                         | Grande-Bretagne | Elisa Longo Borghini | 3e         |
| 1-10 juillet | 11 | Tour d'Italie                            | Italie          | Mara Abbott          | 5e         |
| 24 juillet   | 12 | La course by Le Tour de France           | France          | Chloe Hosking        | Vainqueur  |
| 6-8 mai      | 13 | RideLondon-Classique                     | Grande-Bretagne | Chloe Hosking        | 11e        |
| 19 août      | 14 | Open de Suède Vårgårda TTT               | Suède           | Wiggle-High5         | 5e         |
| 21 août      | 15 | Open de Suède Vårgårda                   | Suède           | Amy Pieters          | 4e         |
| 27 août      | 16 | Grand Prix de Plouay                     | France          | Elisa Longo Borghini | 9e         |
| 11 septembre | 17 | La Madrid Challenge by La Vuelta         | Espagne         | Jolien D'Hoore       | Vainqueur  |

#### Grand tour
| Grand tour            | Tour d'Italie                                     |
| --------------------- | ------------------------------------------------- |
| Coureuse (classement) | Mara Abbott (5e)                                  |
| Accessits             | 4 victoires d'étapes et classement de la montagne |

## Classement mondial
| Rang | Coureuse             | Points |
| ---- | -------------------- | ------ |
| 3    | Emma Johansson       | 1013   |
| 5    | Elisa Longo Borghini | 983    |
| 11   | Chloe Hosking        | 735    |
| 24   | Amy Pieters          | 465    |
| 29   | Jolien D'Hoore       | 412,5  |
| 35   | Mara Abbott          | 336,5  |
| 51   | Giorgia Bronzini     | 256    |
| 60   | Danielle King        | 200,5  |
| 129  | Audrey Cordon        | 64     |
| 133  | Lucy Garner          | 63     |
| 138  | Mayuko Hagiwara      | 59     |
| 143  | Anna Sanchis Chafer  | 57     |
| 293  | Annette Edmondson    | 13     |

Wiggle High5 est troisième au classement par équipes.